# Семенівська сільська рада (Любарський район)
Семенівська сільська рада — колишня адміністративно-територіальна одиниця та орган місцевого самоврядування у Любарському районі Бердичівської округи, Вінницької та Житомирської областей Української РСР з адміністративним центром у селі Семенівка.

## Населені пункти
Сільській раді на час ліквідації були підпорядковані населені пункти:
- с. Семенівка.

## Населення
Відповідно до перепису населення СРСР, станом на 17 грудня 1926 року, чисельність населення ради становила 1 099 осіб, з них, за статтю: чоловіків — 547, жінок — 552, етнічний склад: українців — 1 077, поляків — 21, інших — 1. Кількість господарств — 260, з них несільського типу — 2.

## Історія та адміністративний устрій
Створена 26 червня 1926 року, відповідно до рішення Бердичівської ОАТК (протокол № 3/6 «Про складання твердої сітки сільрад»), у с. Семенівка Мотовилівської сільської ради Любарського району Бердичівської округи.
Станом на 1 вересня 1946 року сільська рада входила до складу Любарського району Житомирської області, на обліку в раді перебувало с. Семенівка.
Ліквідована 11 серпня 1954 року, відповідно до указу Президії Верховної ради Української РСР «Про укрупнення сільських рад по Житомирській області», територію ради та с. Семенівка приєднано до складу Мотовилівської сільської ради Любарського району Житомирської області.